# Кузнецов, Дмитрий Викторович
Дми́трий Ви́кторович Кузнецо́в (род. 28 августа 1965, Москва) — советский и российский футболист, защитник и полузащитник. Мастер спорта СССР (1984). После завершения игровой карьеры — футбольный тренер.

## Карьера

### Клубная
С семи лет играл в футбол во дворе, в одиннадцать лет записался в секцию в «Лужниках» вместе с братьями Юрием и Николаем Савичевыми, с которыми учился в одном классе. Вместе стали семикратными чемпионами Москвы. В 1982—1983 годах играли за ФШМ во второй лиге. В 1984 году попал в дубль ЦСКА и после двух игр стал играть в основе у Юрия Морозова. В золотом сезоне 1991 года был капитаном и стал лучшим бомбардиром клуба, забив 12 мячей.
В 1991 году Кузнецова приглашали английские клубы «Эвертон» и «Блэкберн» и итальянская «Верона», но в начале 1992 он перешёл в испанский «Эспаньол», где уже играли бывшие «армейцы» Галямин, Корнеев и Мох. В первом же матче забил гол в ворота «Атлетико Мадрид». Вначале играл с незажитым переломом пятой плюсневой кости, который получил 16 декабря, несмотря на это, подписал контракт на три года. Летом 1992 выступал в ЦСКА из-за того, что из миллиона долларов, заплаченных «Эспаньолом» за переход, московский клуб получил всего 200 тысяч — остальные украл агент. За семь матчей забил пять голов.
В «Эспаньоле» провёл четыре года, сыграл 68 матчей, забил 6 мячей.
В 1995 году перешёл в клуб сегунды «Лерида», затем играл в «Алавесе» (Витория) и «Осасуне» (Памплона). В 1997 вновь вернулся в ЦСКА, в середине следующего сезона был в аренде в тульском «Арсенале». Также выступал за «Локомотив» Нижний Новгород (1999), «Сокол» Саратов (2000—2001), «Торпедо-ЗИЛ» Москва (2002), «Волгарь-Газпром» Астрахань (2002).

### В сборной
Игрок сборных СССР, СНГ и России. В составе сборной СНГ участвовал в чемпионате Европы 1992, в составе сборной России в чемпионате мира 1994.

### Тренерская
Тренировал мини-футбольный клуб «Норильский никель» в 2003—2004 году и челябинский «Спартак» в 2005 (в 2006 году клуб перебазировался в Нижний Новгород).
В декабре 2007 года был назначен на должность главного тренера футбольного клуба «Нижний Новгород». Однако уже в феврале 2008 года Кузнецова на этом посту сменил Илья Цымбаларь.
Играл за команды ветеранов футбола на различных турнирах.
С 2014 по 2015 работал тренером в казанском «Рубине» в команде Рината Билялетдинова, затем в сезоне 2015/2016 в команде Валерия Чалого. C мая 2016 года работал с главным тренером испанцем Хавьером Грасия. В июне 2017 года с уходом испанского тренера не продлили контракт и с Кузнецовым.
29 декабря 2017 года подписал контракт тренера с казахстанским клубом «Иртыш» Павлодар, который назначил главным тренером 32-летнего испанского специалиста Херарда Нуса Казанову. После поражения от «Кайрата» на своём поле 28 апреля 2018 года испанец был уволен, его место временно занял Кузнецов, а в начале июня был назначен главным тренером. Но оказалось, что Кузнецов не имеет тренерской категории PRO и не может быть заявлен в Лиге Европы в качестве главного тренера.
С июля 2020 года по октябрь 2020 — главный тренер созданного в 2019 году клуба чемпионата Москвы «Гераклион».
С 2021 года — главный тренер медийной команды 2DROTS. В 2022 году вместе с командой выиграл первый и второй сезоны Медийной футбольной лиги. 8 декабря 2022 года получил премию Media Football Awards в категории «Лучший тренер года». В 2023 году также возглавлял сборную Медиалиги. 16 июля 2023 года вместе с 2DROTS выиграл Московский кубок селебрити. Покинул клуб в июне 2025 года после поражения в 1/8 финала 6 сезона МФЛ. Самыми памятными моментами Кузнецов назвал финал МФЛ-1, участие с командой в Кубке России и победу над ЦСКА.
В рамках Media x Pro Cup 2025 Кузнецов стал главным тренером «Динамо», разделив должность с Валерием Карпиным и возглавив команду в конце матча против 2DROTS. С «Динамо» Кузнецов переиграл свой бывший клуб в основное время, но уступил ему в серии послематчевых пенальти. В Медиалиге после ухода из 2DROTS стал главным тренером команды Broke Boys.

## Достижения

### Командные
- Чемпион СССР: 1991
- Серебряный призёр чемпионата СССР: 1990
- Обладатель Кубка СССР: 1990/1991
- Серебряный призёр чемпионата России: 1998
- Серебряный призёр юношеского чемпионата Европы 1984
- Победитель первого дивизиона первенства России 2000.

### Личные
- В списке 33 лучших футболистов сезона в СССР (1): № 1 — 1991.

## Статистика
- В высшей лиге чемпионата СССР сыграл 100 матчей, забил 18 мячей
- В первой лиге СССР сыграл 151 матч, забил 25 мячей
- В высшей лиге чемпионата России сыграл 96 матчей, забил 11 мячей
- В испанской Примере сыграл 49 матчей, забил 4 мяча